# Джаксън (окръг, Минесота)
Вижте пояснителната страница за други населени места с името Джаксън.
Окръг Джаксън (на английски: Jackson County) е окръг в щата Минесота, Съединени американски щати. Площта му е 1862 km², а населението - 11 268 души (2000). Административен център е град Джаксън.